# Список стадионов Ирландии по вместимости

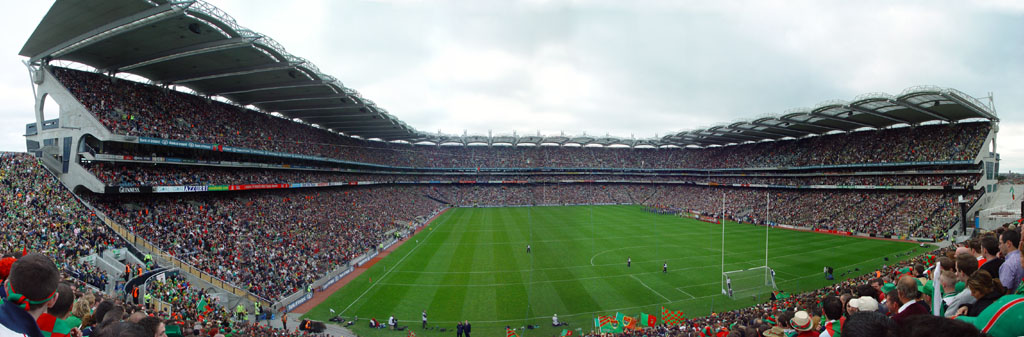
Кроук Парк — самый большой по вместимости стадион в Ирландии и четвёртый в Европе

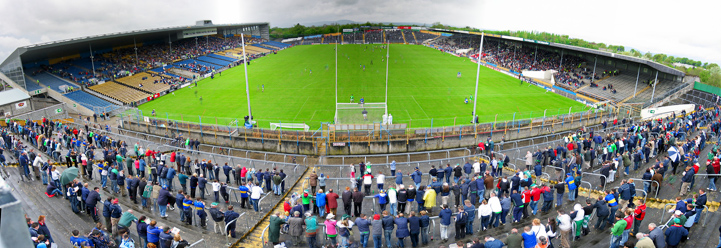
«Семпл Стэдиум»

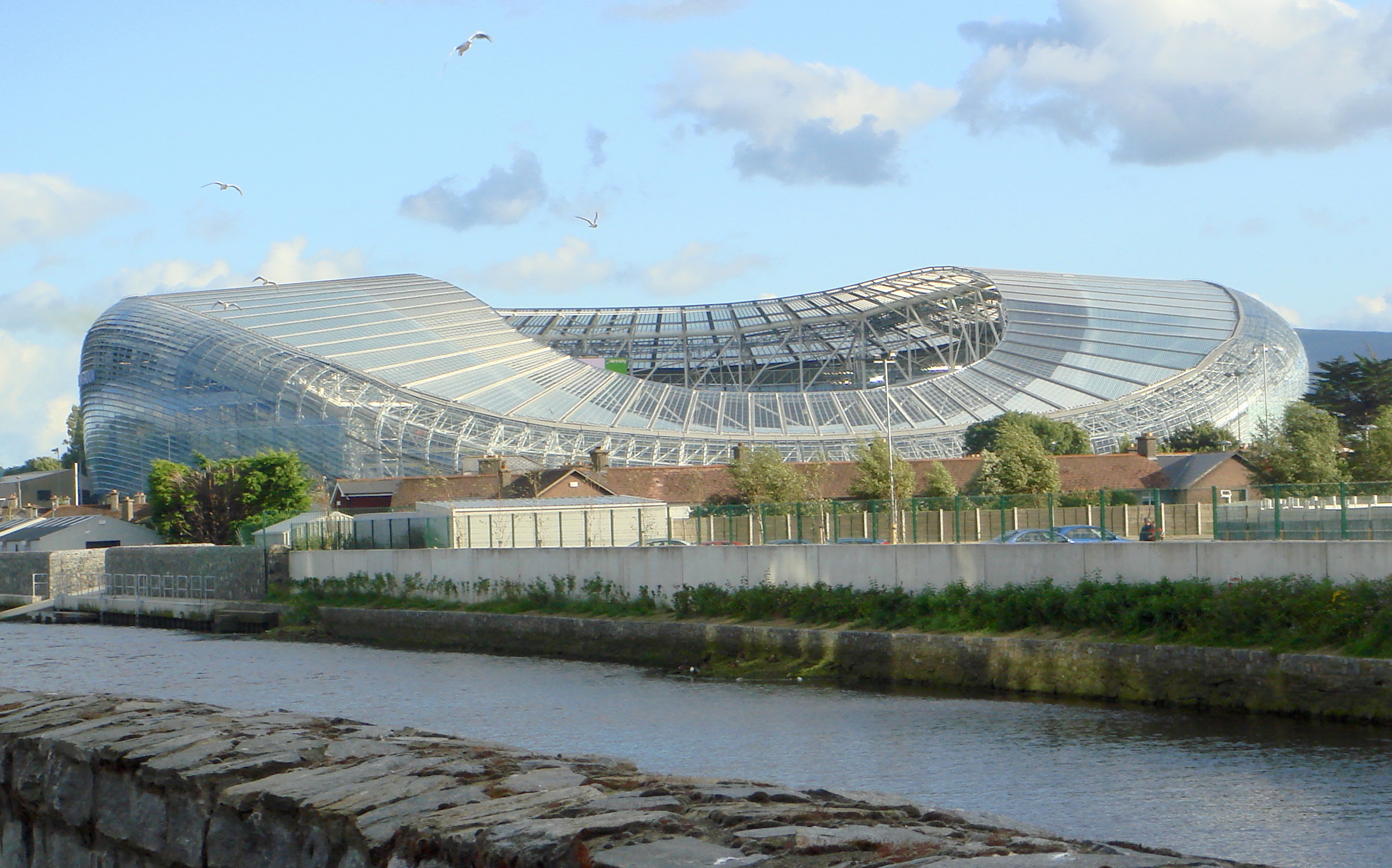
«Авива Стэдиум» — самый большой футбольный стадион Ирландии, на котором играет национальная сборная

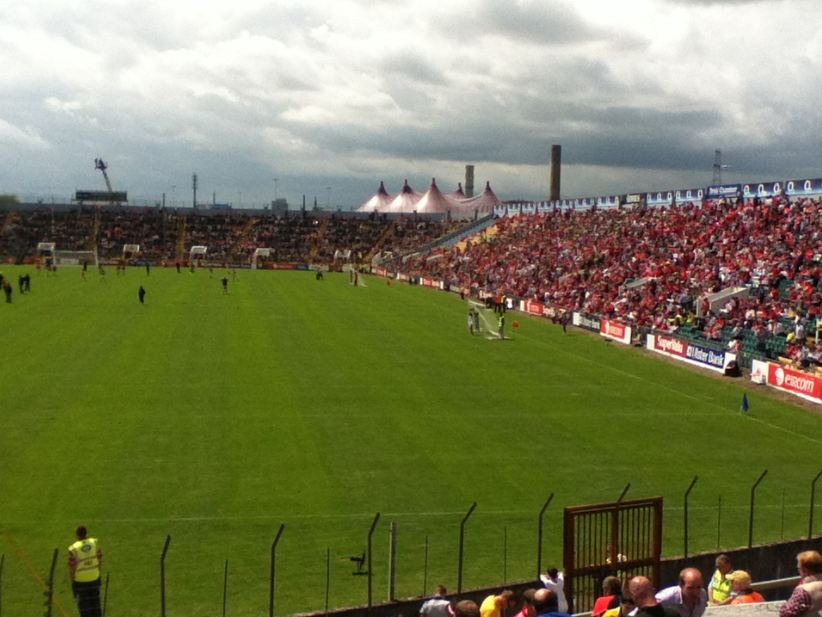
Команды Корка и Керри играют на «О'Киф Парк» (2012)

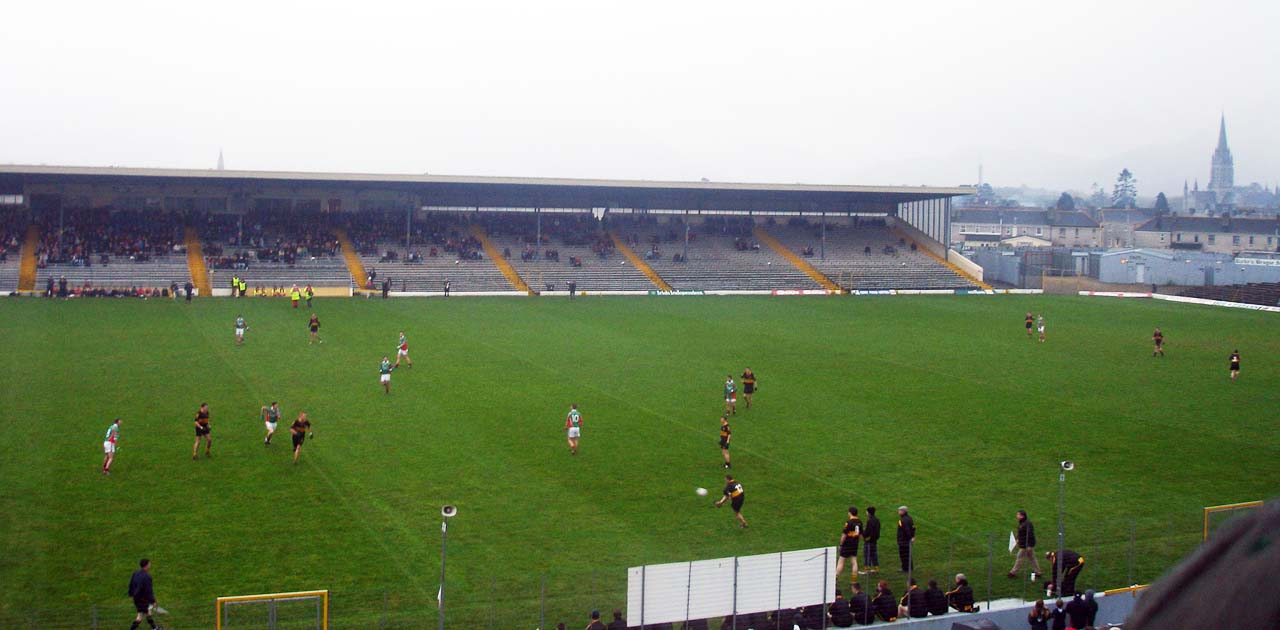
«Стадион Фицджеральда»

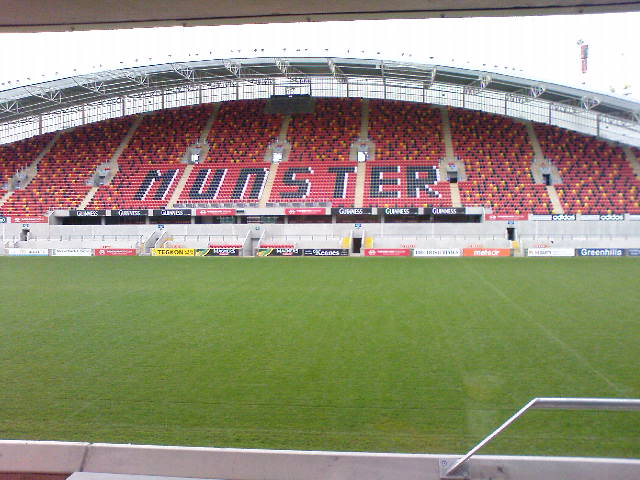
«Томонд Парк»

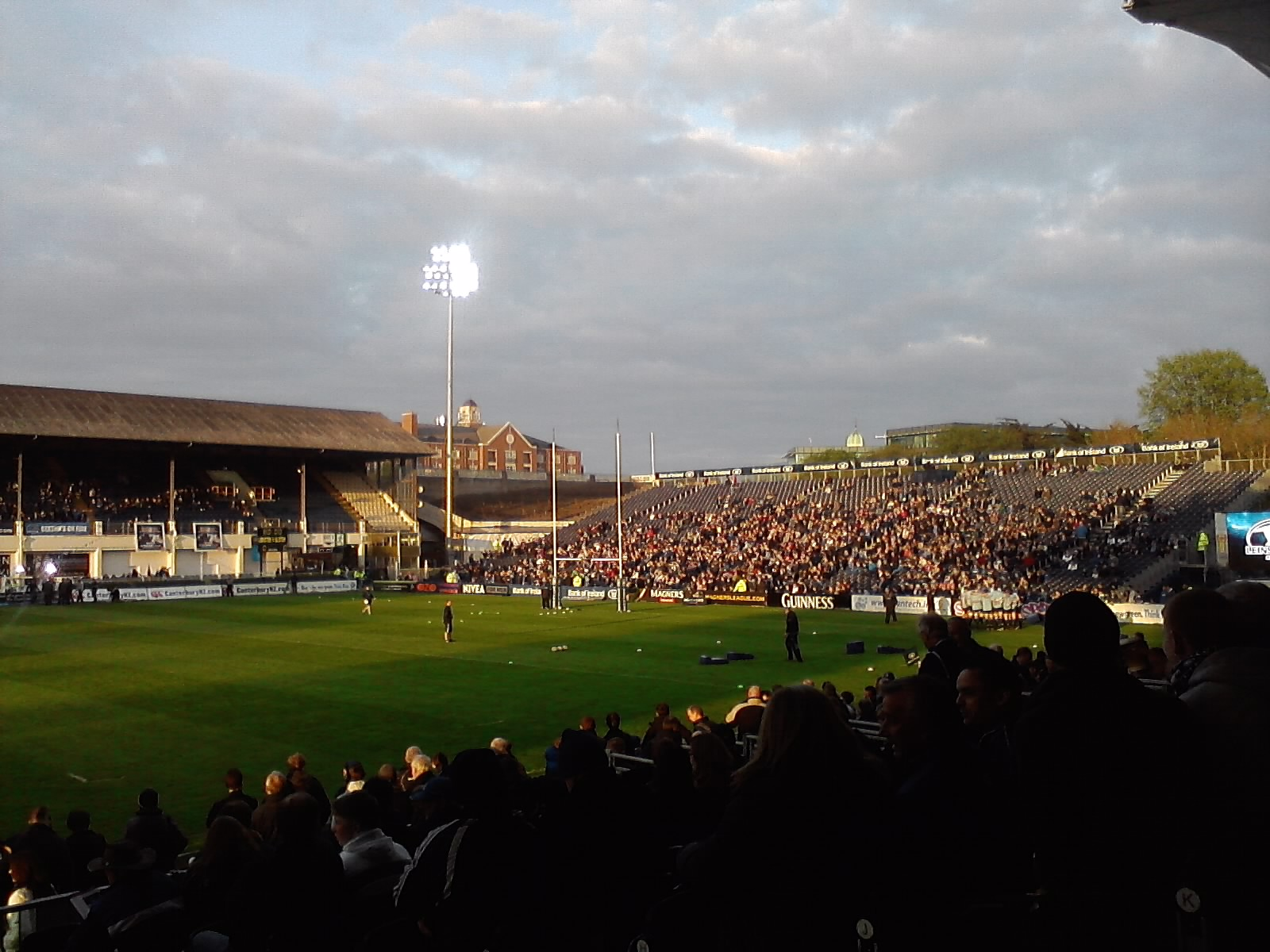
Матч Кельтской лиги на «РДС Арена»: «Ленстер Рагби» против «Ольстер Рагби»

Ниже приведён список стадионов Республики Ирландия вместимостью не менее 15 000 человек. Они отсортированы по максимальному количеству зрителей, которое могут вместить. Большинство стадионов используются для гэльского футбола, хёрлинга, соккера или регби.

## Стадионы
| #  | Название                                                                     | Местоположение | Владелец/Арендатор                                                     | Специализация                         | Вместимость | Сидячие места | Освещение | Год открытия/Реновации      |
| -- | ---------------------------------------------------------------------------- | -------------- | ---------------------------------------------------------------------- | ------------------------------------- | ----------- | ------------- | --------- | --------------------------- |
| 1  | «Кроук Парк» англ. Croke Park ирл. Páirc an Chrócaigh                        | Дублин         | Гэльская атлетическая ассоциация                                       | Гэльский футбол, хёрлинг              | 82 300      | 69 000        | Да        | 1913 / 2004                 |
| 2  | «Семпл Стэдиум» англ. Semple Stadium ирл. Staid Semple                       | Тёрлс          | Гэльская атлетическая ассоциация                                       | Гэльский футбол, хёрлинг              | 53 500      | 36 000        | Да        | 1910 / 1981, 2009           |
| 3  | «Авива Стэдиум» англ. Aviva Stadium ирл. Staid Aviva                         | Дублин         | Ирландский регбийный союз/сборная Ирландии по футболу, «Ленстер Рагби» | Регби, соккер                         | 51 700      | 51 700        | Да        | 2010                        |
| 4  | «Гэлик Граундс» англ. Gaelic Grounds ирл. Páirc na nGael                     | Лимерик        | Гэльская атлетическая ассоциация                                       | Гэльский футбол, хёрлинг              | 49 866      | 35 000        | Да        | 1928 / 1986—1988, 2004      |
| 5  | «О'Киф Парк» англ. O'Keefe Park ирл. Páirc Uí Chaoimh                        | Корк           | Гэльская атлетическая ассоциация                                       | Гэльский футбол, хёрлинг              | 43 550      | 19 500        |           | 1976 / 2008                 |
| 6  | «Стадион Фитцджеральда» англ. Fitzgerald Stadium ирл. Staidiam Mhic Gearailt | Килларни       | Гэльская атлетическая ассоциация                                       | Гэльский футбол                       | 43 180      | 9 000         |           | 1936 / 2009                 |
| 7  | «Макхейл Парк» англ. McHale Park ирл. Páirc Mhic Éil                         | Каслбар        | Гэльская атлетическая ассоциация                                       | Гэльский футбол                       | 42 000      | 42 000        | Да        | 1931 / 1950—1952, 2008—2009 |
| 8  | «Сент Тигернах Парк» англ. St. Tiernach's Park ирл. Páirc Thiarnaigh Naofa   | Клонс          | Гэльская атлетическая ассоциация                                       | Гэльский футбол                       | 36 000      |               | Да        | 1944 / 1992—1993            |
| 9  | «Брефни Парк» англ. Breffni Park ирл. Páirc Bhreifne                         | Каван          | Гэльская атлетическая ассоциация                                       | Гэльский футбол                       | 32 000      | 6 000         | Да        | 1923                        |
| 10 | «Пирс Стэдиум» англ. Pearse Stadium ирл. Páirc an Phiarsaigh                 | Солтхилл       | Гэльская атлетическая ассоциация                                       | Гэльский футбол, хёрлинг              | 26 197      | 8 000         |           | 1957 / 2003                 |
| 12 | «О'Мур Парк» англ. O'Moore Park ирл. Páirc Uí Mhórdha                        | Порт-Лиише     | Гэльская атлетическая ассоциация                                       | Гэльский футбол, хёрлинг              | 27 000      |               | Да        | 1888 / 2002                 |
| 12 | «Томонд Парк» англ. Thomond Park ирл. Páirc Thuamhan                         | Лимерик        | Ирландский регбийный союз/«Манстер Рагби», ФК «Лимерик»                | Регби, соккер                         | 26 500      | 15 100        | Да        | 1940 / 1998—1999, 2006—2008 |
| 13 | «Сент Ярлах Парк» англ. St Jarlath's Park ирл. Páirc Naomh Iarflaith         | Туам           | Гэльская атлетическая ассоциация                                       | Гэльский футбол, хёрлинг              | 25 000      | 6 400         |           | 1957                        |
| 14 | «Уэксфорд Парк» англ. Wexford Park ирл. Páirc Loch Garman                    | Уэксфорд       | Гэльская атлетическая ассоциация                                       | Гэльский футбол, хёрлинг              | 25 000      |               |           |                             |
| 15 | «Ноулан Парк» англ. Nowlan Park ирл. Páirc Uí Nualláin                       | Килкенни       | Гэльская атлетическая ассоциация                                       | Хёрлинг                               | 24 000      | 19 000        |           | 1955                        |
| 16 | «Каллен Парк» англ. Cullen Park ирл. Pairc Uí Chuilinn                       | Карлоу         | Гэльская атлетическая ассоциация                                       | Гэльский футбол, хёрлинг              | 21 000      |               |           | 1936 / 1967, 2003           |
| 17 | «О'Коннор Парк» англ. O'Connor Park англ. Páirc Uí Chonchúir                 | Талламор       | Гэльская атлетическая ассоциация                                       | Гэльский футбол, хёрлинг              | 20 000      | 7 000         |           | 1934 / 2004-2006            |
| 18 | «Маркевич Парк» англ. Markievicz Park ирл. Páirc Markiewicz                  | Слайго         | Гэльская атлетическая ассоциация                                       | Гэльский футбол                       | 18 558      |               |           | 1955 / 1999—2009            |
| 19 | «РДС Арена» англ. RDS Arena                                                  | Болсбридж      | Королевское дублинское общество/«Ленстер Рагби»                        | Конный спорт, регби, соккер, рестлинг | 18 500      | 16 500        |           | 1868 / 2007—2008            |
| 20 | «Хайд Парк» англ. Hyde Park ирл. Páirc de hÍde                               | Роскоммон      | Гэльская атлетическая ассоциация                                       | Гэльский футбол                       | 18 500      |               |           | 1971 / 2011—                |
| 21 | «Остин Стэк Парк» англ. Austin Stack Park ирл. Páirc Aibhistín de Staic      | Трали          | Гэльская атлетическая ассоциация                                       | Гэльский футбол, хёрлинг              | 18 000      | 5 000         | Да        | 1968 / 2001                 |
| 22 | «Уолш парк» англ. Walsh Park ирл. Páirc Breathnach                           | Уотерфорд      | Гэльская атлетическая ассоциация                                       | Гэльский футбол, хёрлинг              | 17 000      | 6 000         |           |                             |
| 23 | «Ринг Парк» англ. Ring Park ирл. Páirc Uí Rinn                               | Корк           | Гэльская атлетическая ассоциация                                       | Гэльский футбол, хёрлинг              | 16 440      |               | Да        | 1959 / 1986                 |
| 24 | «Фрэйер Филд» англ. Fraher Field ирл. Páirc Uí Fhearchair                    | Дангарван      | Гэльская атлетическая ассоциация                                       | Гэльский футбол, хёрлинг              | 15 000      | 4,000         |           | 1903                        |